# Талловеровское сельское поселение
Талловеровское сельское поселение — муниципальное образование в Кашарском районе Ростовской области.
Административный центр поселения — хутор Талловеров.

## История
В конце семнадцатого века на правом берегу реки Мечетная появились поселения казаков: Водяной, Курниковка, Николаевка и др. Здесь же около 1810 года появилось поселение Туроверово, получившее своё название в честь семьи помещиков Туроверовых, образовавших поселение. 
Поместье занимало место на искусственно созданном острове посреди реки. С берегом сообщение шло через подземный ход выходивший к обрыву. Более мелкие поселения постепенно вошли в состав Туроверова. Семья туроверовых владела землями и крестьянами до 1917 года. 
После реформы 1861 года в селе появились зажиточные крестьяне Братишко О., Кепка С., Руденко Г., Жаров, Шабалев С. и др. После революции власть и земля перешли от помещиков и кулаков к батракам, середнякам и бедноте. С 1920 года на территории района появились общества по совместной обработке земли (СОЗов). Такое общество возникло и на территории хутора Талловерово. Туроверовский СОЗ имел 1500 га земли. Государство давало кредиты, предоставляло льготы для развития хозяйства. В 1927 году был куплен первый трактор «Путиловец».
В 1929-30 годах началась массовая коллективизация. В январе-феврале 1930 года на территории сёл и хуторов Новоселовка, Усть-Мечетка, Полтава, Анновка, Туроверово, Смолино, Фёдоровка, Крюков организовали колхозы. Колхоз «Победа Октября» был организован из хуторов Новосёловка, Усть-Мечетка, Полтава, Анновка и половины Туловерово, а вторую половину занимала коммуна «Знамя коммуны». 
Руководителями первых колхозов по всей стране становились 25-тысячники. В колхозе «Победа Октября» руководителем был рабочий коммунист Шумилкин, в колхозе «Подтёлкова и Кривошлыкова» — уроженец хутора Астахово Миронов Иван Савельевич.  Земля закреплялась за колхозами в вечное пользование на Втором всесоюзном съезде колхозников в 1935 году. Во время образования коллективных хозяйств было проведено обобществление скота. В коммуне было около 50 голов крупного рогатого скота, 60 лошадей, сорок пар волов, тысяча овец, 60 свиней. 
В это время в районе были образованы МТС (машинно-тракторные станции): Фомино-Свечниковская и Шалаевская МТС. Первыми постройками в селе были сараи для скота. Для хранения зерна было проведено обобществление частных амбаров. 
Большое внимание уделялось образованию на селе. Школа занимала дом бывшего отставного генерала царской армии в селе Усть-Мечетка, а затем в 1925 году дом был перенесён в хутор Туроверово.  В 1933 году в селе был открыт магазин, построен клуб. 
Коммуна в селе просуществовала до 1933 года, затем на её месте был организован колхоз «Знамя коммуны». 
В июле 1942 года Талловерово было оккупировано фашистскими войсками, состоявшими из румынских и итальянских частей. В селе под руководством Братишко Ивана Семеновича была организована партизанская группа, которая вела подрывную работу. 
В декабре 1942 года фашистские части были выбиты из Талловерова. 
После войны проходило восстановление села.  В 50-х годах село было застроено глинобитными постройками, крытыми соломой и камышом. В 1954-1955 годах на базе трёх колхозов: им. Штенгардта, Знамя Коммуны, Подтёлкова и Кривошлыкова был организован один крупный колхоз «Рассвет».  За колхозом «Рассвет» в 1958 году было закреплено 16 134 га земли, большая часть которой являлась пахотной. В 50-60 годы XX века менялся облик села. Было построено около 30% новых жилых домов. В 70-е появляются стадион, новые школа и магазин, по улицам был протянут водопровод.

## Административное устройство
В состав Талловеровского сельского поселения входят:
- хутор Талловеров;
- хутор Анновка;
- хутор Новоселовка;
- хутор Платов;
- хутор Пономарев;
- село Усть-Мечетка;
- хутор Федоровка.

## Население
| 2010  | 2012  | 2013  | 2014  | 2015  | 2016  | 2017  |
| ----- | ----- | ----- | ----- | ----- | ----- | ----- |
| 2136  | ↘2113 | ↘2107 | ↘2064 | ↘2011 | ↘1976 | ↘1942 |
| 2018  | 2019  | 2020  | 2021  |       |       |       |
| ↘1902 | ↘1871 | ↘1828 | ↘1822 |       |       |       |